# Вестпорт (Міннесота)
Вестпорт (англ. Westport) — місто (англ. city) в США, в окрузі Поуп штату Міннесота. Населення — 44 особи (2020).

## Географія
Вестпорт розташований за координатами 45°42′51″ пн. ш. 95°10′5″ зх. д. / 45.71417° пн. ш. 95.16806° зх. д. (45.714178, -95.168004).  За даними Бюро перепису населення США в 2010 році місто мало площу 0,72 км², уся площа — суходіл.

## Демографія
Згідно з переписом 2010 року, у місті мешкало 57 осіб у 22 домогосподарствах у складі 13 родин. Густота населення становила 80 осіб/км².  Було 23 помешкання (32/км²).
Расовий склад населення:
| - 80,7 % — білих - 3,5 % — чорних або афроамериканців - 15,8 % — осіб інших рас |

До двох чи більше рас належало 0,0 %. Частка іспаномовних становила 15,8 % від усіх жителів.
За віковим діапазоном населення розподілялося таким чином: 29,8 % — особи молодші 18 років, 63,2 % — особи у віці 18—64 років, 7,0 % — особи у віці 65 років та старші. Медіана віку мешканця становила 39,8 року. На 100 осіб жіночої статі у місті припадало 119,2 чоловіків;  на 100 жінок у віці від 18 років та старших — 150,0 чоловіків також старших 18 років.
Середній дохід на одне домашнє господарство  становив 33 306 доларів США (медіана — 35 000), а середній дохід на одну сім'ю — 36 740 доларів (медіана — 40 833). За межею бідності перебувало 37,8 % осіб, у тому числі 66,7 % дітей у віці до 18 років та 66,7 % осіб у віці 65 років та старших.
Цивільне працевлаштоване населення становило 15 осіб. Основні галузі зайнятості: транспорт — 20,0 %, публічна адміністрація — 20,0 %, виробництво — 20,0 %.